# Life Gone Wild
Life Gone Wild è il primo EP del gruppo musicale britannico Asking Alexandria, pubblicato il 21 dicembre 2010 dalla Sumerian Records.

## Descrizione
Inizialmente distribuito su Hot Topic, Life Gone Wild è costituito da un CD che racchiude sei brani, tra cui due reinterpretazioni di brani composti originariamente dagli Skid Row e l'inedito Breathless (successivamente inserito nel secondo album in studio Reckless & Relentless), e un DVD che racchiude i tre video musicali pubblicati per promuovere il primo album in studio Stand Up and Scream e il dietro le quinte del video di A Prophecy.

## Tracce
Testi e musiche degli Asking Alexandria, eccetto dove indicato.
CD
1. Youth Gone Wild – 3:17 (David Michael Sabo, Rachel Bolar Southworth) – originariamente interpretata dagli Skid Row
2. 18 and Life – 3:48 (David Michael Sabo, Rachel Bolar Southworth) – originariamente interpretata dagli Skid Row
3. A Single Moment of Sincerity (Bare Re-Mix) – 3:46
4. Not the American Average (Voorny Re-Mix) – 4:21
5. I Was Once, Possibly, Maybe, Perhaps a Cowboy King (Demo) – 4:01
6. Breathless – 4:07

DVD
1. A Prophecy (Music Video)
2. The Final Episode (Music Video)
3. If You Can't Ride Two Horses at Once You Shouldn't Get Out of the Circus (Music Video)
4. A Prophecy (Behind the Scenes Footage)

## Formazione
Gruppo
- Danny Worsnop – voce
- Ben Bruce – chitarra, voce
- James Cassells – batteria
- Cameron Liddell – chitarra
- Sam Bettley – basso

Produzione
- Will Putney – produzione e missaggio (tracce 1 e 2), mastering
- Jeremy Comitas – ingegneria del suono aggiuntiva
- Bare – remix (traccia 3)
- David Voorny Vaughan – remix (traccia 4)
- Joey Sturgis – produzione e missaggio (tracce 4 e 5), ingegneria del suono (traccia 4)
- Asking Alexandria – produzione e missaggio (tracce 4 e 5), ingegneria del suono (traccia 4)